# Sacro Monte di Varallo

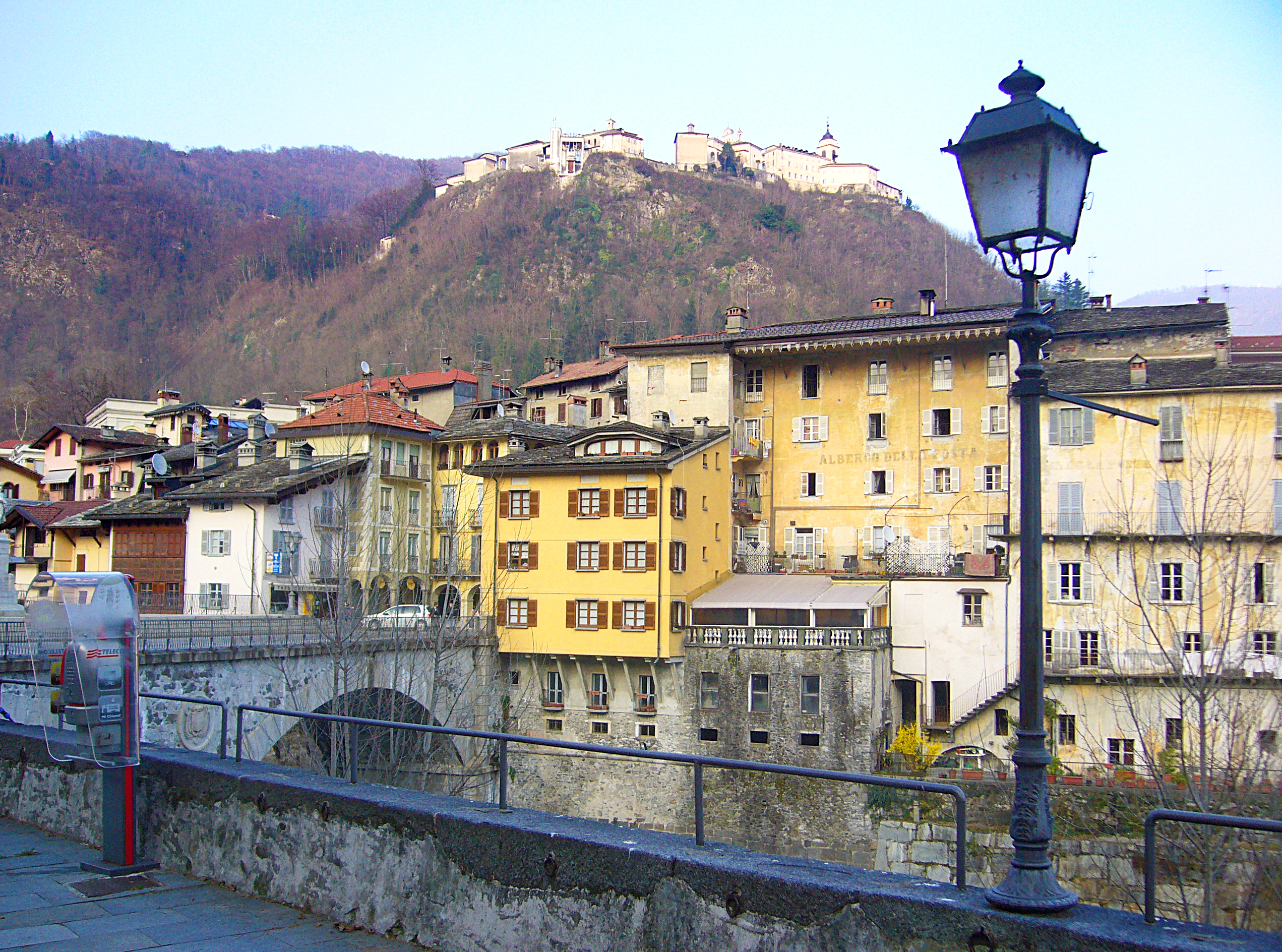
Der Sacro Monte über der Ortschaft Varallo

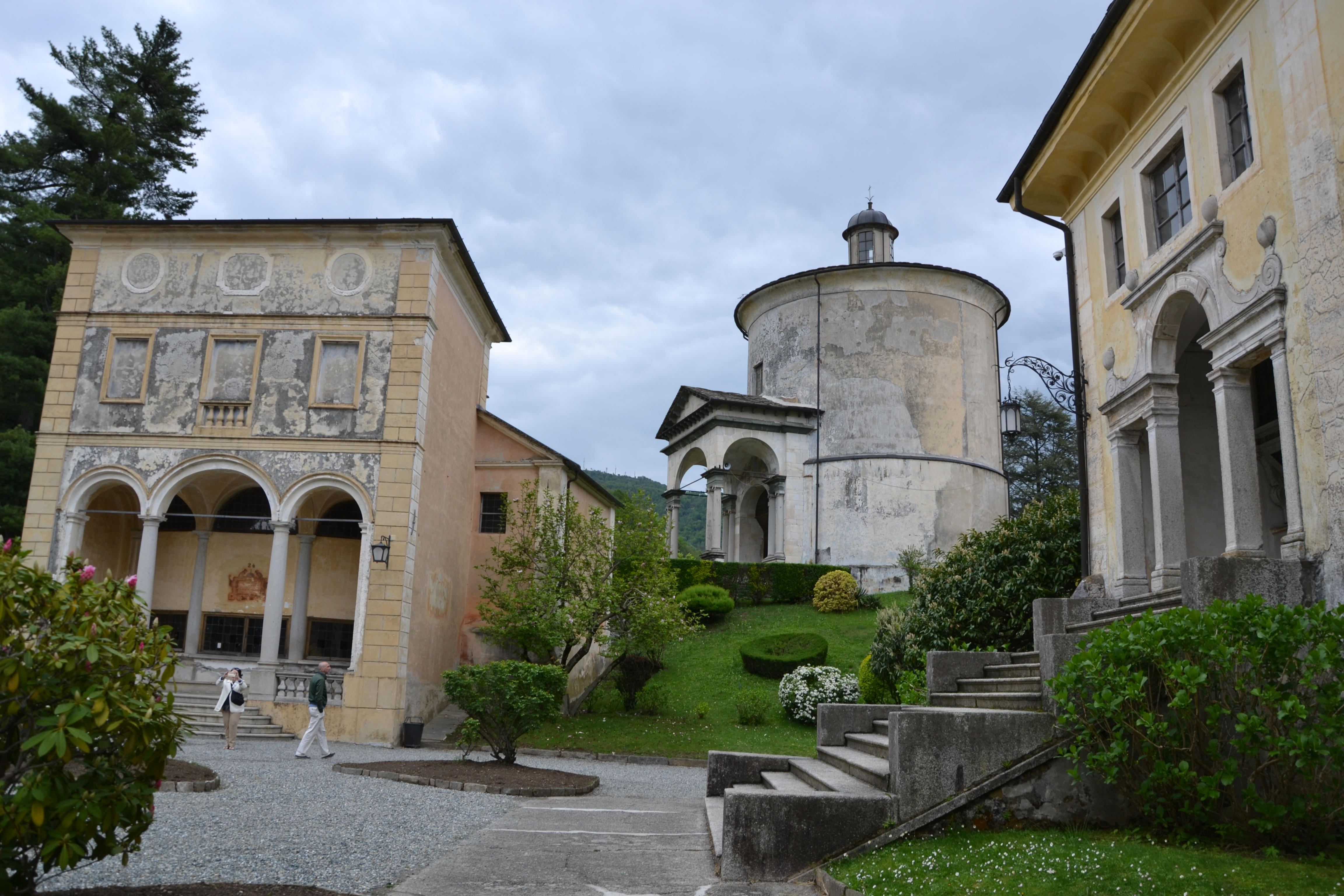
Ansicht einiger Kapellen des Sacro Monte di Varallo

Der Wallfahrtsort Sacro Monte di Varallo liegt in der Gemeinde Varallo in der italienischen Provinz Vercelli (Region Piemont). Als einer der Sacri Monti wurde er 2003 in das UNESCO-Weltkulturerbe aufgenommen.

## Geschichte
Die Andachtsstätten der Sacri Monti („heilige Berge“) sollten die für viele Pilger nicht oder nicht mehr erreichbaren Stätten im Heiligen Land versinnbildlichen. Mit der Errichtung des aus 45 einzelnen Bauwerken bestehenden Wallfahrtsortes auf dem Sacro Monte di Varallo begann man im Jahre 1491 auf Veranlassung des Franziskanerbruders Bernard Caimi; der heilige Berg von Varallo ist damit der älteste seiner Art. Fr. Caimi war zuvor Rektor der heiligen Stätten in Palästina und spanischer Botschafter gewesen. Er wollte Jerusalem für jene erbauen, die nicht ins Heilige Land pilgern konnten. Der Architekt Martino Bassi realisierte von 1578 bis 1584 das Projekt für den Sacro Monte.
Der Maler Gaudenzio Ferrari hatte die erste künstlerische Leitung inne, später wirkten auch der Bildhauer Giovanni D’Enrico und die bedeutenden Maler Tanzio da Varallo und Morazzone im Sacro Monte. Die Namen der anderen Architekten und Maler, die die Werke schufen, sind vergleichsweise unbekannt, Malerei und Skulpturen fast ausschließlich von hoher Qualität. Die Kapellen bestehen aus einem kleinen Vorraum, in den man eintreten kann. Von dort aus kann der Besucher die jeweilige Szenerie betrachten. Für eine Intensivierung der Anstrengungen sorgte Mitte des 16. Jahrhunderts der hl. Karl Borromäus. Um 1650 war die Anlage weitgehend vollendet. In den Bauwerken befinden sich 600 lebensgroße Figuren aus Holz und Terrakotta und über 4000 gemalte Figuren, die dem Betrachter vor allem das Leben und Sterben Jesu Christi vor Augen führen sollen. Die Kapellen weiter unten zeigen Darstellungen, die der Geburt Christi vorangingen, etwa der Sündenfall und die Verkündigung des Herrn. Ein zweiter Bereich, den man durch das sogenannte Goldene Tor betritt, versinnbildlicht Stätten im antiken Jerusalem. Hier findet man neben anderen Darstellungen des Letzten Abendmahls, der Passion und der Auferstehung Christi wie auch die Aufnahme der Jungfrau Maria in den Himmel. Der Jungfrau Maria ist die Wallfahrtskirche von 1614 geweiht, die zur Basilica minor erhoben wurde.

## Galerie

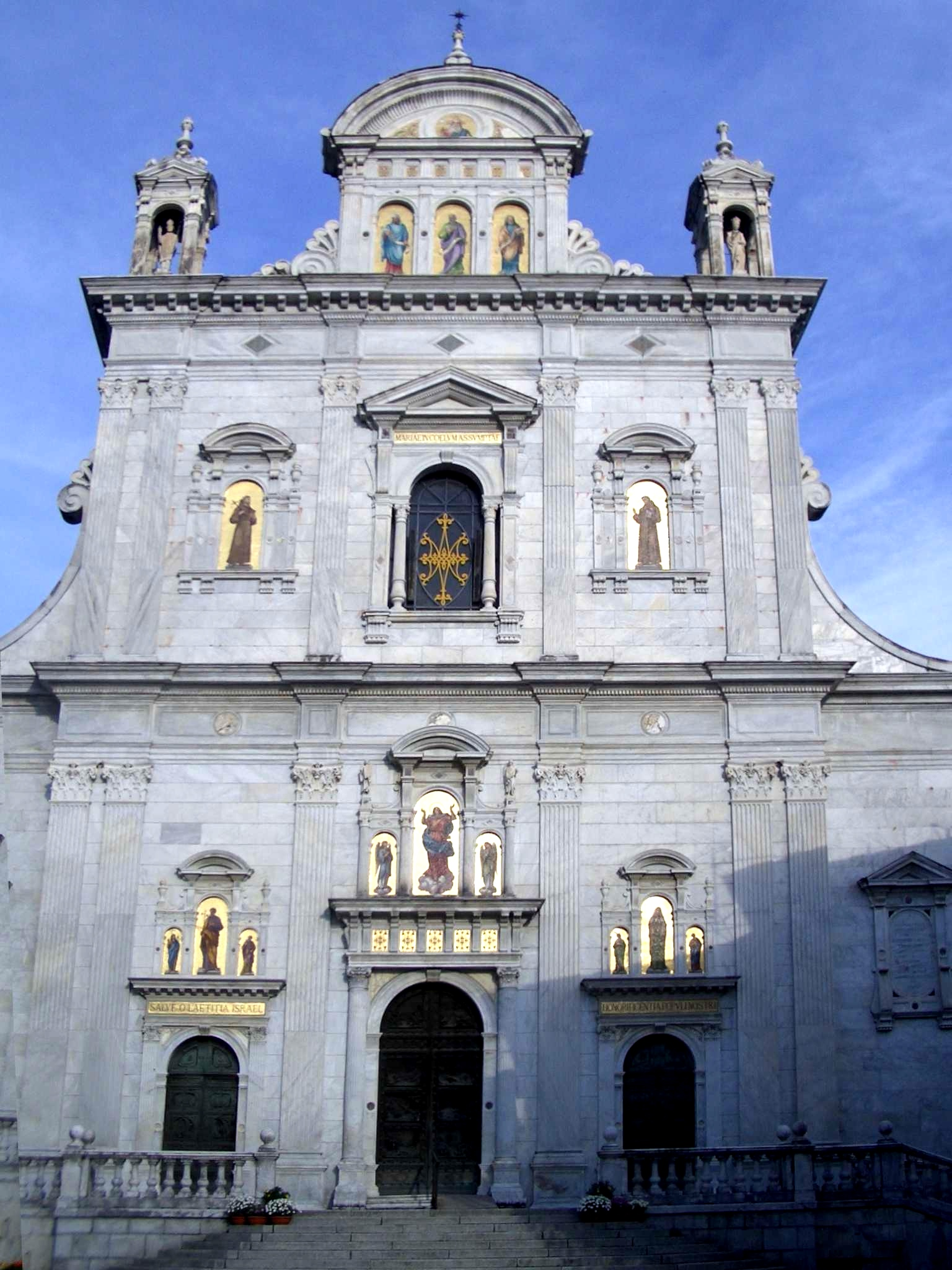
Wallfahrtsbasilika
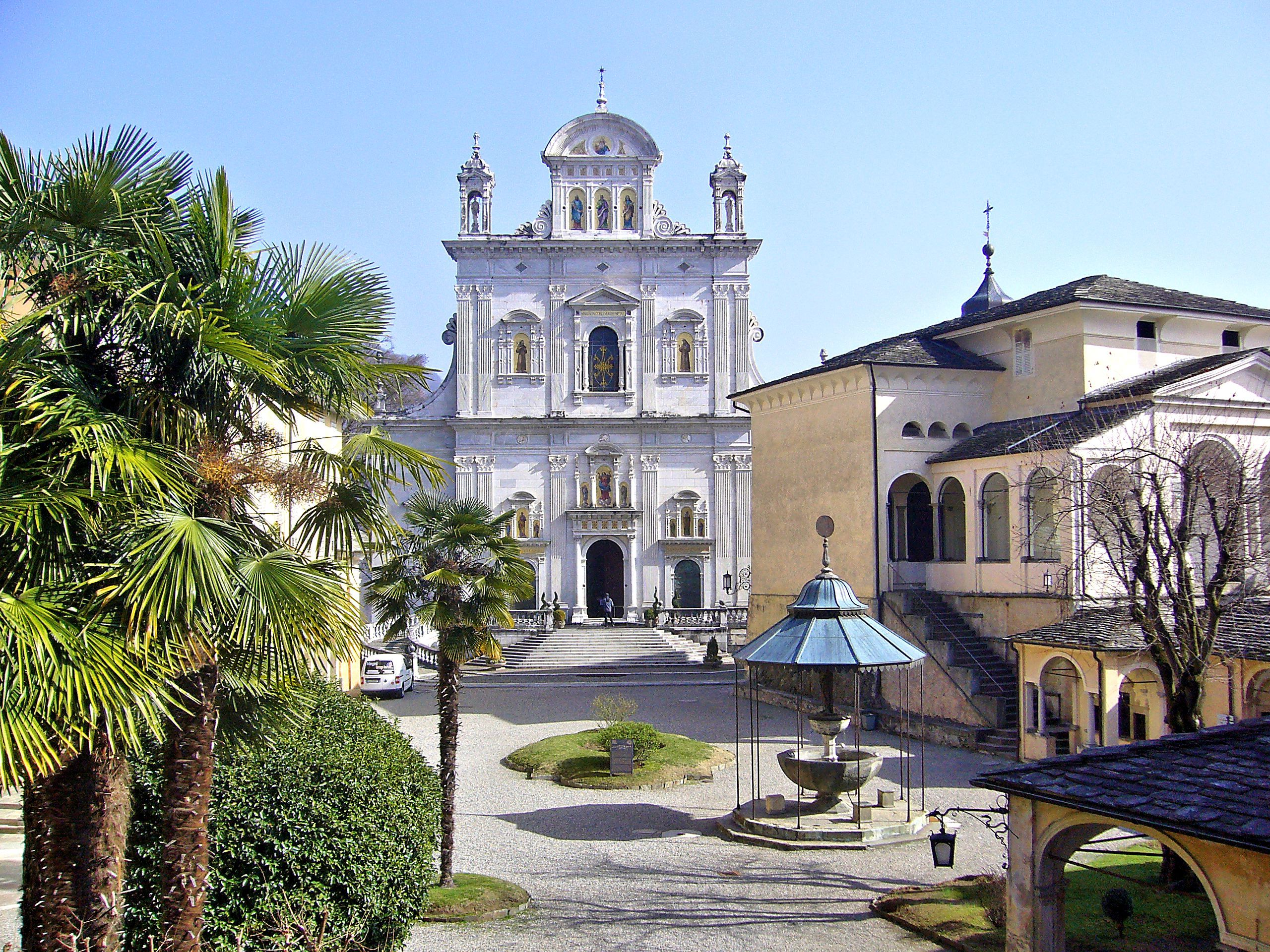
Die Basilika mit Vorplatz und Kapellen
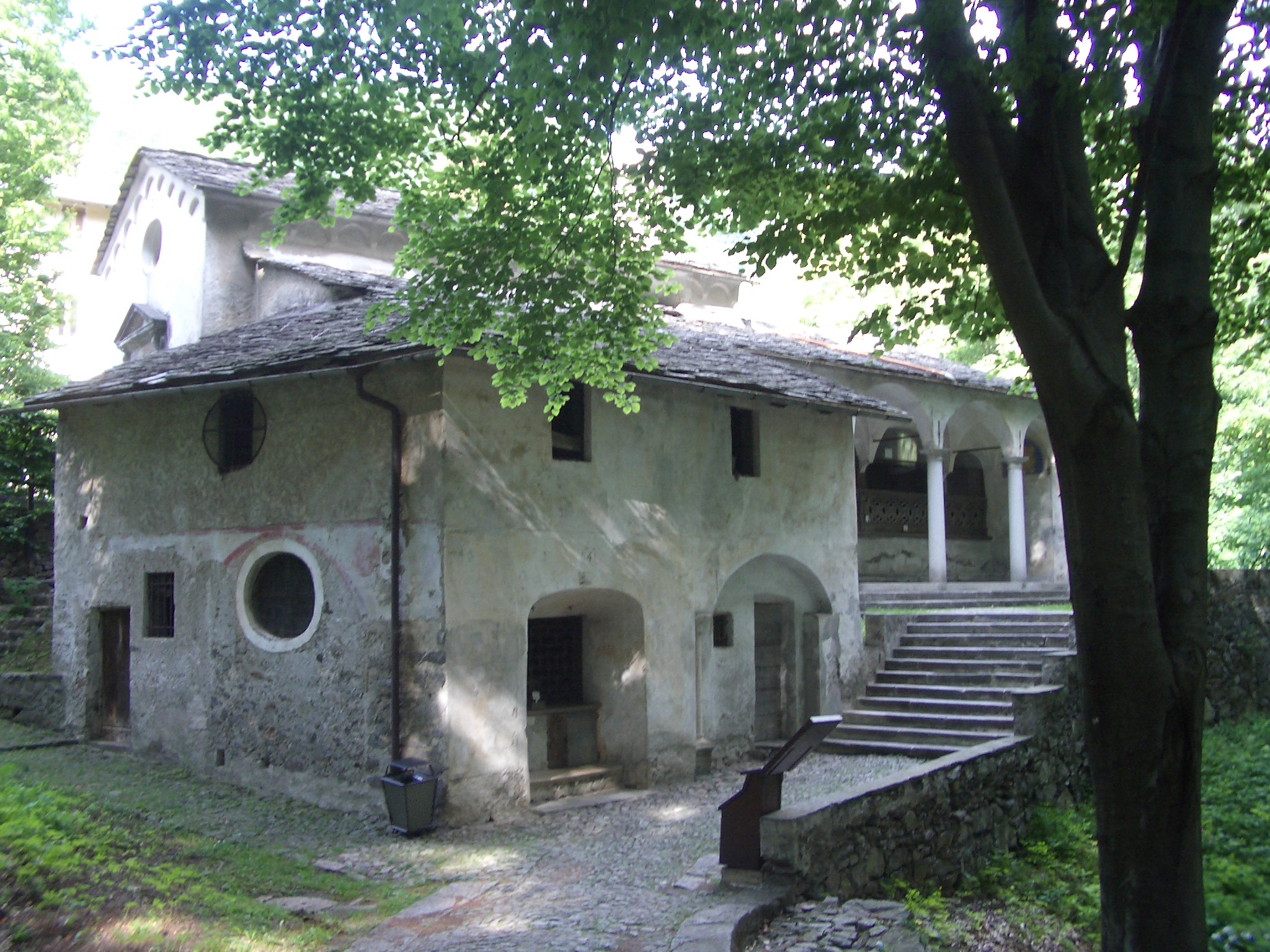
Kapellen
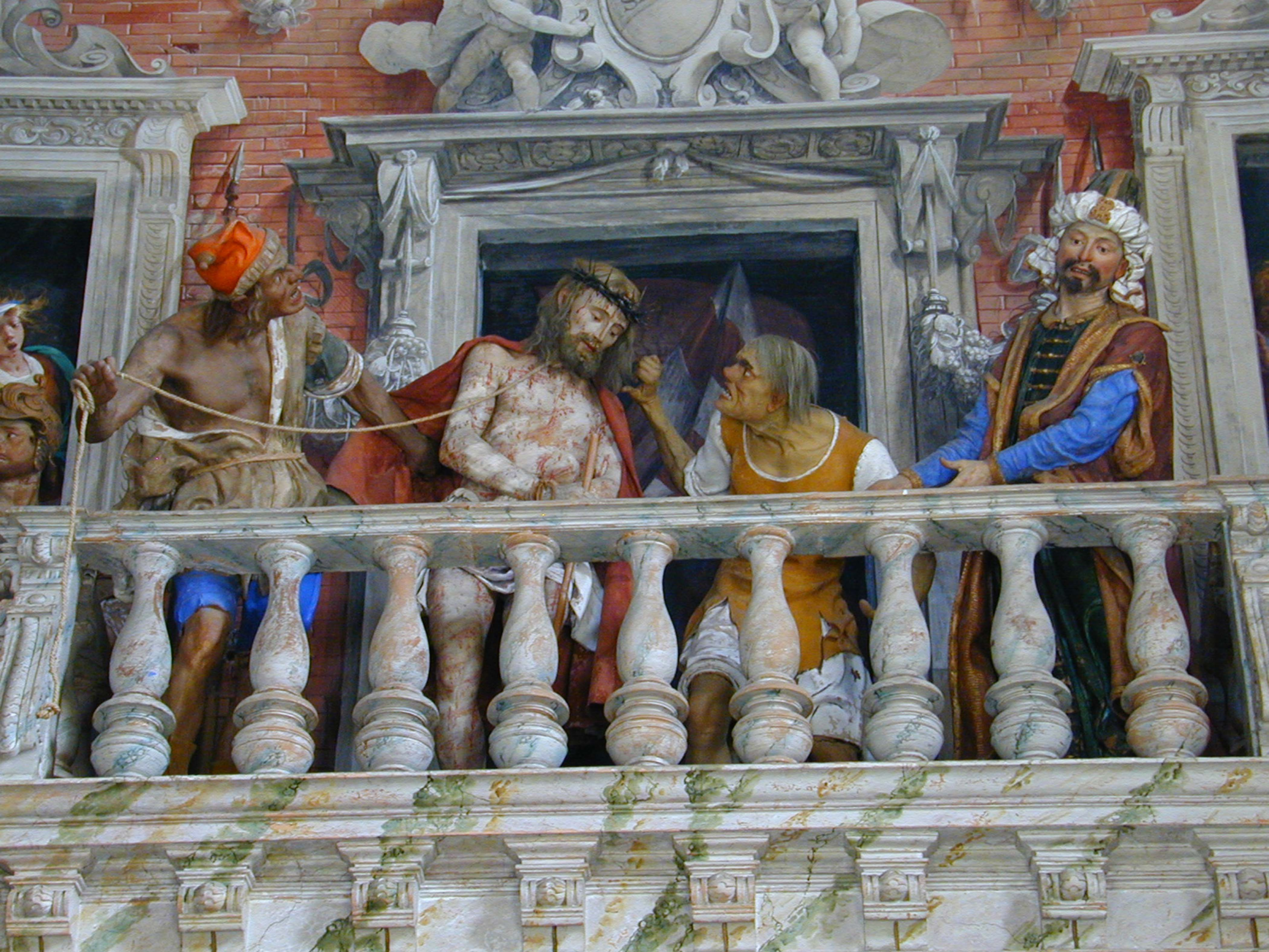
Ecce Homo von Giovanni d’Enrico in der Kapelle XXXIII., um 1608
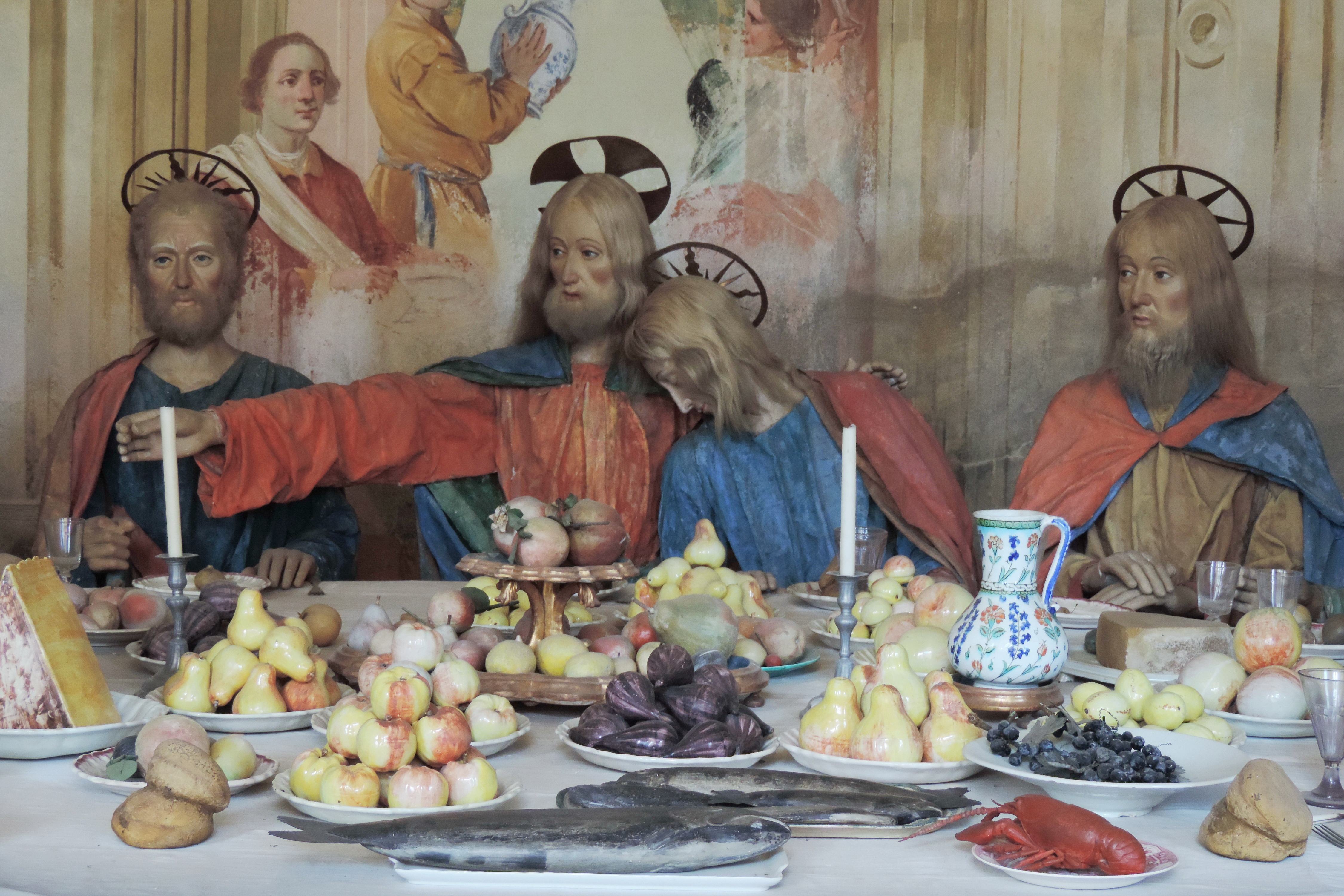
Das letzte Abendmahl
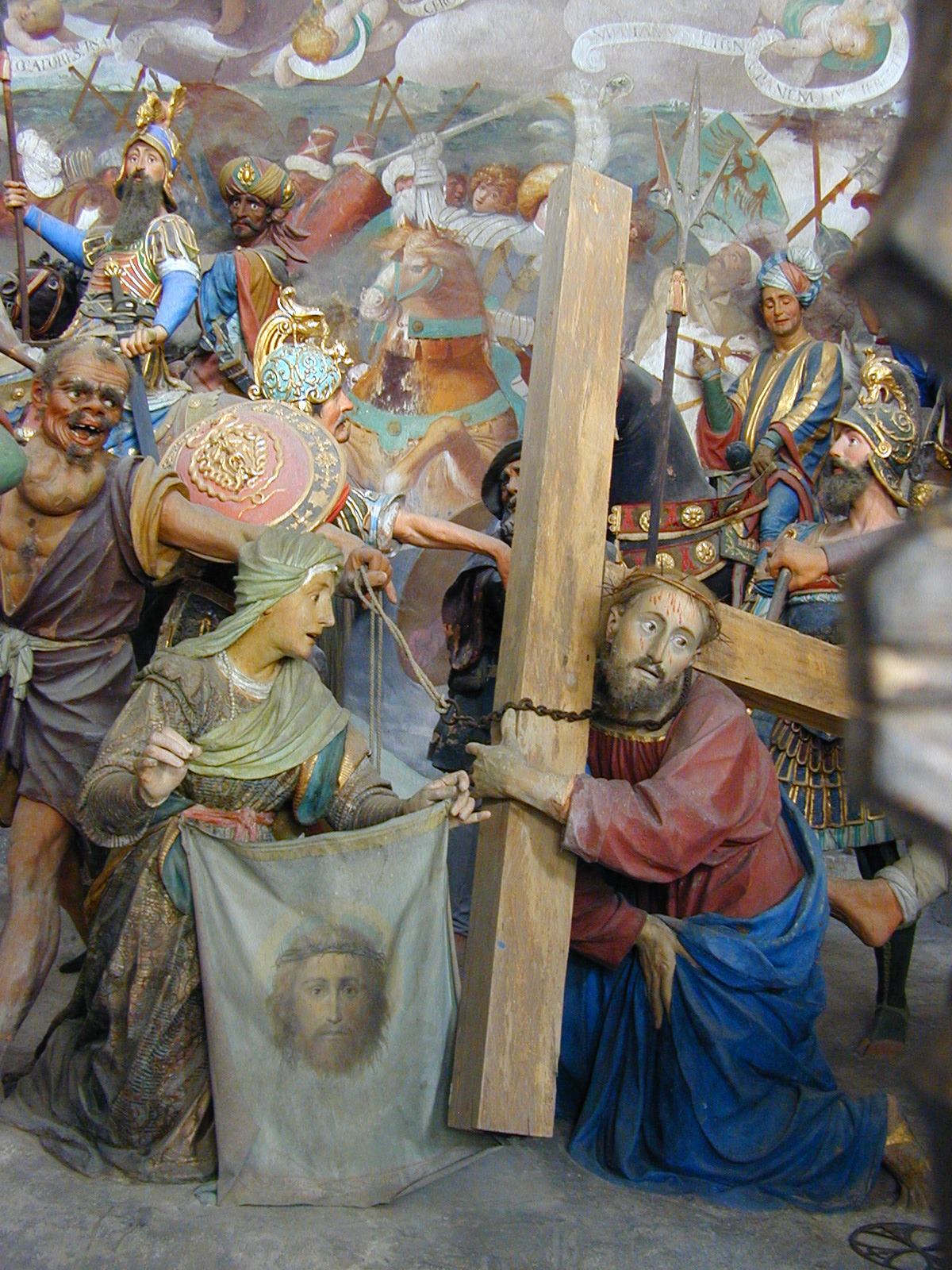
Die hl. Veronika reicht Jesus das Schweißtuch
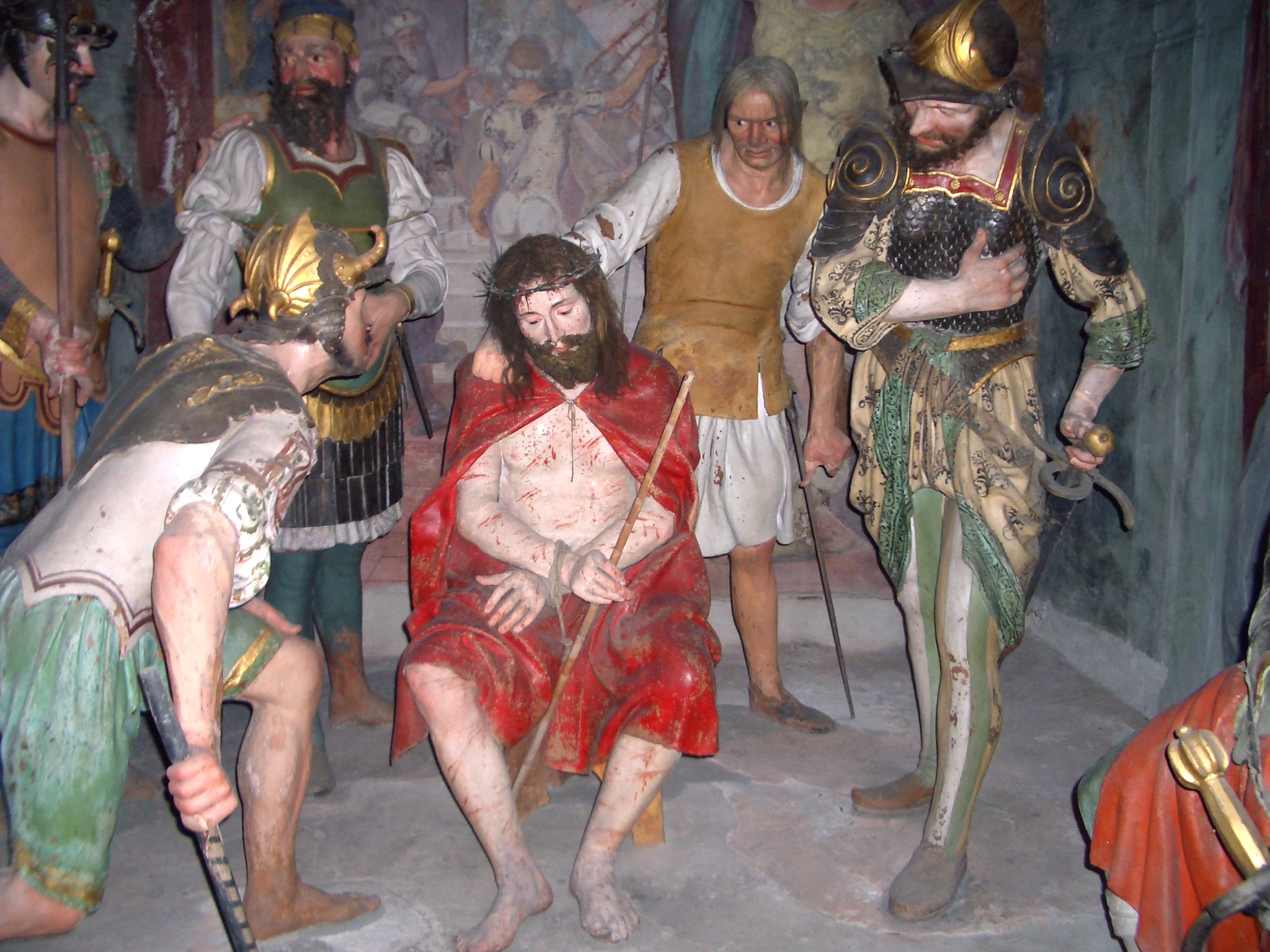
Die Verspottung Jesu

## Film
- Rüdiger Mörsdorf: Reisewege: Das gelobte Land der Alpen. Wie Jerusalem nach Italien kam. D, 2013, 44 Min.